# Gefell
Gefell település Németországban, azon belül Türingiában. Lakosainak száma 2390 fő (2023. december 31.). Gefell Saalburg-Ebersdorf, Hirschberg, Bad Lobenstein és Birkenhügel községekkel határos.

## Népesség
A település népességének változása:
| Lakosok száma | 2465 | 2468 | 2461 | 2415 | 2390 |
|               | 2017 | 2019 | 2021 | 2022 | 2023 |